# Měsíc černošské historie
Měsíc černošské historie (Black History Month), ve Spojených státech amerických známý jako Měsíc afroamerické historie (African-American History Month), připomíná významné osobnosti a události v historii africké diaspory. Ve Spojených státech a v Kanadě je slaven v únoru, ve Velké Británii v říjnu.
Ve Spojených státech amerických je slaven od roku 1976, kdy ho u příležitosti dvoustého výročí založení Spojených států amerických oficiálně uznala americká vláda. Prezident Gerald R. Ford při této této příležitosti Američany vyzval, aby "využili této příležitosti a ocenili příliš často opomíjené úspěchy černých Američanů ve všech oblastech v celé historii."
Iniciátorem myšlenky oslav úspěchů Afroameričanů byl historik Carter G. Woodson, který založil v roce 1926 Týden černošské historie (Negro History Week) v druhém únorovém týdnu, kdy se narodili dva významní bojovníci za zrušení otroctví — prezident Abraham Lincoln a afroamerický reformátor Frederick Douglass.
Woodson si jako potomek otroků uvědomoval, že boj za rovnoprávnost Afroameričanů a úspěchy, kterých Afroameričané dosáhli, byly ignorovány nebo dezinterpretovány. Založil proto Asociaci pro studium afroamerického života a historie (Association for the Study of African American Life and History), která podporovala zkoumání afroamerického historie, vydávala vědecký časopis The Journal of Negro History a později každoročně určovala téma Měsíce černošské historie.
Ve Velké Británii se slaví Měsíc černošské historie od roku 1987, kde byl jeho iniciátorem Akyaaba Addai-Sebo, nezávislý konzultant zabývající se preventivní diplomacií a transformací konfliktů, který byl v roce 2005 delegátem konference Forum 2000.
Kanada slaví Měsíc černošské historie od roku 1995, kdy politička Jean Augustine prosadila uznání tohoto měsíce v Dolní sněmovně kanadského parlamentu. V roce 2008 se o jeho uznání i v kanadském Senátu zasadil senátor Donald Oliver.